# Alfredo Sabbadin
Alfredo Sabbadin (Caltana di Santa Maria di Sala, 20 gennaio 1936 – Noale, 26 marzo 2016) è stato un ciclista su strada italiano Professionista dal 1957 al 1965, vinse un Giro del Piemonte e tre tappe al Giro d'Italia.

## Carriera
Nel 1957, suo anno di esordio, fu diretto rivale di Ercole Baldini nella conquista della maglia tricolore, che Sabbadin non vinse mai, ma che conquistò il fratello minore Arturo, nel 1961.
Tuttavia Sabbadin ottenne diverse vittorie in classiche del ciclismo italiano quali la Coppa Sabatini ed il Giro del Piemonte e vinse anche tre tappe al Giro d'Italia.
Si ritirò dal mondo del pedale nel 1965, dopo aver concluso alcune stagioni, senza importanti piazzamenti.

## Palmarès
- 1954 (dilettanti)

Gran Premio Industria e Commercio di San Vendemiano
- 1955 (dilettanti)

Astico-Brenta
- 1956 (dilettanti)

Coppa Caldirola
- 1957 (San Pellegrino, quattro vittorie)

4ª tappa Giro di Sicilia (Ragusa > Enna)
Giro di Toscana
Giro del Ticino
16ª tappa Giro d'Italia (Sion > Campo dei Fiori)
- 1958 (Asborno-Fréjus, tre vittorie)

Giro di Campania
5ª tappa Giro d'Italia (Torino > Mondovì)
3ª tappa, 1ª semitappa Gran Premio Ciclomotoristico (Bari > Brindisi)
- 1959 (Atala, una vittoria)

20ª tappa Giro d'Italia (Torino > Saint-Vincent)
- 1960 (Philco, tre vittorie)

Giro del Piemonte
Gran Premio Industria e Commercio di Prato
8ª tappa, 1ª semitappa Gran Premio Ciclomotoristico (Spoleto > Roma)
- 1962 (Gazzola, una vittoria)

Coppa Sabatini

### Altri successi
- 1958 (Asborno-Fréjus)

Circuito di Maggiora
- 1960 (Philco)

Trofeo Longines (cronosquadre con Emile Daems, Rolf Graf, Guido Carlesi)

## Piazzamenti

### Grandi giri
- Giro d'Italia

1957: 18º
1958: ritirato (11ª tappa)
1959: 15º
1960: ritirato (10ª tappa)
1961: 25º
1962: ritirato (17ª tappa)
1965: 25º
- Tour de France

1960: 41º
1962: 73º

### Classiche monumento
- Milano-Sanremo

1958: 10º
1960: 103º
1961: 72º
1962: 49º
- Liegi-Bastogne-Liegi

1960: 29º
- Giro di Lombardia

1959: 21º

### Competizioni mondiali
- Campionati del mondo

Waregem 1957 - In linea: ritirato
Reims 1958 - In linea: ritirato